# NGC 7527
NGC 7527 é uma galáxia elíptica (E) localizada na direcção da constelação de Pegasus. Possui uma declinação de +24° 54' 10" e uma ascensão recta de 23 horas, 13 minutos e 41,7 segundos.
A galáxia NGC 7527 foi descoberta em 5 de Setembro de 1864 por Albert Marth.